# Distrito electoral de Rock Creek n.º 12
Rock Creek No. 12 (en inglés: Rock Creek No. 12 Precinct) es un distrito electoral ubicado en el condado de Menard en el estado estadounidense de Illinois. En el Censo de 2010 tenía una población de 775 habitantes y una densidad poblacional de 12,68 personas por km².

## Geografía
Rock Creek No. 12 se encuentra ubicado en las coordenadas 39°56′2″N 89°49′24″O / 39.93389, -89.82333. Según la Oficina del Censo de los Estados Unidos, Rock Creek No. 12 tiene una superficie total de 61.14 km², de la cual 61.11 km² corresponden a tierra firme y (0.04%) 0.03 km² es agua.

## Demografía
Según el censo de 2010, había 775 personas residiendo en Rock Creek No. 12. La densidad de población era de 12,68 hab./km². De los 775 habitantes, Rock Creek No. 12 estaba compuesto por el 98.45% blancos, el 0.39% eran afroamericanos, el 0.26% eran amerindios, el 0.13% eran asiáticos, el 0% eran isleños del Pacífico, el 0% eran de otras razas y el 0.77% pertenecían a dos o más razas. Del total de la población el 0.13% eran hispanos o latinos de cualquier raza.